# Куликово-Курчанский опреснительный канал
Куликово-Курчанский опреснительный канал (канал Курка) — канал в Краснодарском крае России, который служит для опреснения Кубанских лиманов.
Канал был построен в 1937 году. Берёт воду из реки Кубань в 6 км выше станицы Варениковской и несёт её в лиманы Куликовской группы. За год канал подаёт около 290 млн м³ воды.